# Safdar Jung

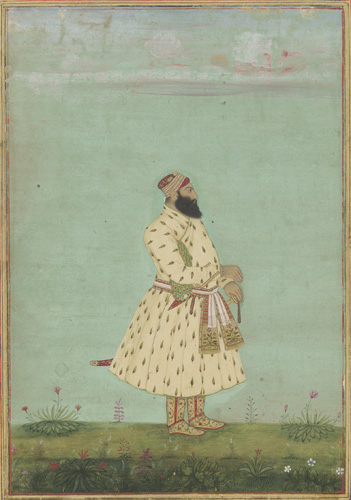
Safdar Jung, 2e nawab van Avadh. Miniatuur met bladgoud, vroeg 18e eeuw.

Safdar Jung (Urdu: صفدرجنگ ) (ongeveer 1708 - Sultanpur, 5 oktober 1754) was een edelman in het Mogolrijk, die onder keizer Muhammad Shah als vizier diende. Tussen 1739 en 1754 was hij nawab (stadhouder) van Avadh, een staat in het noorden van Voor-Indië die in naam onderhorig aan de Mogols was.

## Levensloop
Safdar Jung werd geboren in Khorasan (Perzië) onder de naam Muhammad Muqim. Hij migreerde in 1722 naar India, waar hij trouwde met de dochter van Saadat Ali, de nawab van Avadh. Zijn vrouw was eveneens afkomstig uit een Perzische, sjiitische familie. In 1739 werd het Mogolleger verslagen door de Perzische koning Nadir Shah. Nadir Shah liet Delhi plunderen en Saadat Ali stierf onder verdachte omstandigheden in gevangenschap. Muhammad Muqim betaalde de sjah volgens de overlevering 2 crore (20 miljoen) rupees om zijn schoonvader te mogen opvolgen. De Mogolkeizer Muhammad Shah gaf hem zijn titel "Safdar Jung".
Safdar Jung was een bekwaam bestuurder. Hij wist al snel grote invloed aan het hof te vergaren. Hij werd na zijn benoeming in Avadh ook tot gouverneur in Kasjmir benoemd en in latere jaren van Muhammad Shah klom hij op tot machtigste man aan het Mogolhof. Toen Muhammad Shah in 1748 stierf werd Safdar Jung door diens opvolger, Ahmad Shah Bahadur, benoemd tot vizier (eerste minister). Ook werden hem de functies van gouverneur van Ajmer en "faujdar" van Narnaul gegeven. Toen hij in 1753 stierf, volgde zijn zoon Shuja-ud-Daula hem op als nawab van Avadh.
Zijn van rode zandsteen en wit pleisterwerk gebouwde mausoleum in Delhi is het laatste grote bouwproject van zijn soort in de Mogolstijl.